# Wut und Zärtlichkeit (Live)
Wut und Zärtlichkeit (Live) ist die Live-Version des gleichnamigen Studioalbums (2011) des Sängers und Liedermachers Konstantin Wecker aus dem Jahre 2012.

## Entstehung und Inhalt
Das 13. Livealbum trägt im Titelsong die Bandbreite von Weckers Liedern, die von Politik bis zu Privatem reicht. Wie gewohnt, kritisiert er die herrschenden Verhältnisse und zeigt Mitgefühl als Menschenfreund. Aufgenommen wurde das Album von Steffen Ritter & Fischer, unter anderem in der Alten Oper Frankfurt und in der Philharmonie Essen.
Fünf Lieder sind Vertonungen literarischer Texte. Zwei stammen von Bertolt Brecht (Oh die unerhörten Möglichkeiten, Vom Schwimmen in Seen und Flüssen). Weitere Autoren sind Erich Kästner (Ansprache an Millionäre), Rainer Maria Rilke (Ich lebe mein Leben in wachsenden Ringen) und Lothar Zenetti (Was keiner wagt). Das letzte Lied Buonanotte Fiorellino ist im Original von Francesco De Gregori, der deutsche Text ist von Wecker, es folgt als Hidden Track das Liebeslied Was ich an dir mag.
Die erste CD schließt mit seinem älteren Lied „Sage Nein!“, dessen Titel einen Text Wolfgang Borcherts aufgreift. Auch die zweite CD enthält mit „Was keiner wagt“ einen älteren Titel, der bereits auf der CD Zugaben veröffentlicht wurde. Dieses Lied singt auch Reinhard Mey auf seinem Album Mairegen, wobei Konstantin Wecker die zweite Stimme übernimmt.
Nur die erste der beiden CDs enthält Ansprachen Weckers.

## Titelliste
CD 1:
1. Wut und Zärtlichkeit – 3:56
2. Absurdistan – 3:51
3. Begrüßung – 0:39
4. Die Kanzlerin – 4:11
5. Fliegen mit dir – 4:17
6. Ansage – 0:41
7. Oh die unerhörten Möglichkeiten – 3:55
8. Ansage – 0:45
9. Bleib nicht liegen – 4:54
10. Frieden im Land – 3:37
11. Wenn unsere Brüder kommen – 2:55
12. Es gibt nichts Gutes – 2:58
13. Präposthum – 3:32
14. Sage Nein! – 4:47

CD 2:
1. Vom Schwimmen in Seen und Flüssen – 7:44
2. Damen von der Kö – 3:14
3. Ansprache an Millionäre – 5:21
4. Schwanengesang – 4:17
5. Weil ich dich liebe – 3:46
6. St. Adelheim – 4:35
7. Ich lebe mein Leben in wachsenden Ringen – 2:38
8. Weltenbrand – 6:58
9. Der Virus – 3:31
10. Empört euch – 6:06
11. Was keiner wagt – 3:28
12. Die Weiße Rose – 4:33
13. Buonanotte Fiorellino – 5:01
14. Hidden Track: Was ich an dir mag – 4:03

## Kritik
„Konstantin Wecker war in den siebziger Jahren schon ein Star, jawohl, und in den Achtzigern war er ein gewaltiges Ereignis. Jetzt ist er 65 und zieht im Stuttgarter Hegelsaal nach dem ersten, aufrüttelnden Lied namens ‚Wut und Zärtlichkeit‘ das Sakko aus, streift die Hemdsärmel hoch. […] Aber Konstantin Wecker hat immer auch bedeutet: Wut und Wucht, ein R, das rollt wie ein loderndes Perpetuum Mobile, ein Klavier, das schier birst vor reingeklopfter Kraft. […] Welch ein Erlebnis.“